# Guido II Sforza di Santa Fiora

Stemma degli Sforza di Santa Fiora

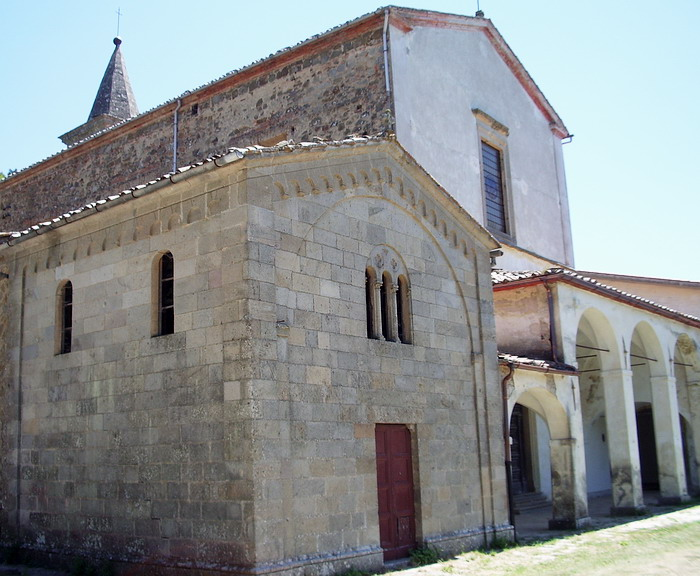
Santa Fiora, convento della Santissima Trinità

Guido II Sforza di Santa Fiora (... – XVI secolo) è stato un nobile italiano e IX conte di Santa Fiora.

## Biografia
Figlio di Bosio I Sforza e di Cecilia Aldobrandeschi, protesse il suo piccolo stato stringendo amicizie con i senesi, suoi confinanti, con i signori di Pesaro e con i duchi di Milano. Schierato dalla parte dell'imperatore Massimiliano II d'Asburgo, impedì ad Alessandro VI l'occupazione del suo territorio. Promosse a Santa Fiora nel 1490 l'ampliamento del convento della Santissima Trinità e nel 1507 il convento di San Pietro a Scansano, soppresso nel 1871.

## Discendenza
Sposò Francesca Farnese, nipote di papa Paolo III ed ebbero sei figli:
- Marzia, sposò Pietro Rucellai di Roma
- Cecilia, sposò Ludovico degli Atti di Todi
- Aurelia, sposò Belisario Appiano di Piombino
- Federico I, X conte di Santa Fiora
- Zenobia, sposò Grifone Baglioni di Perugia
- Giulia, sposò Pietro Paolo Conti di Valmontone